# Бежевиці
Бежевиці (пол. Bierzewice) — село в Польщі, у гміні Гостинін Ґостинінського повіту Мазовецького воєводства.
Населення — 437 осіб (2011).
У 1975-1998 роках село належало до Плоцького воєводства.

## Демографія
Демографічна структура станом на 31 березня 2011 року:
|          | Загалом | Допрацездатний вік | Працездатний вік | Постпрацездатний вік |
| -------- | ------- | ------------------ | ---------------- | -------------------- |
| Чоловіки | 223     | 36                 | 178              | 9                    |
| Жінки    | 214     | 40                 | 147              | 27                   |
| Разом    | 437     | 76                 | 325              | 36                   |